# Vela en los Juegos Mediterráneos de 2009
La competición de vela en los Juegos Mediterráneos de 2009 se realizó en el puerto turístico de la ciudad de Pescara (Italia) entre el 28 de junio y el 4 de julio de 2009.

## Resultados

### Masculino
| Evento        | Oro                                                  | Plata                                      | Bronce                                    |
| ------------- | ---------------------------------------------------- | ------------------------------------------ | ----------------------------------------- |
| Laser (04.07) | Jean Baptiste Bernaz Francia 26 pts.                 | Tonči Stipanović · Croacia · 26 pts.       | Evangelos Cheimonas · Grecia · 28 pts.    |
| 470 (04.07)   | Francesco Della Torre · Gabrio Zandonà · Italia · 22 | Šime Fantela · Igor Marenić · Croacia · 27 | Vincent Garos Pierre Leboucher Francia 31 |

### Femenino
| Evento               | Oro                                        | Plata                                      | Bronce                                      |
| -------------------- | ------------------------------------------ | ------------------------------------------ | ------------------------------------------- |
| Laser radial (04.07) | Sophie de Turckheim Francia 7 pts.         | Tina Mihelić · Croacia · 22 pts.           | Susana Romero Steensma · España · 23 pts.   |
| 470 (04.07)          | Giulia Conti · Giovanna Micol · Italia · 9 | Nadège Douroux Ingrid Petitjean Francia 22 | Camille Lecointre Mathilde Géron Francia 31 |

## Medallero
| Núm. | País    | Oro | Plata | Bronce | Total |
| ---- | ------- | --- | ----- | ------ | ----- |
| 1    | Francia | 2   | 1     | 2      | 5     |
| 2    | Italia  | 2   | 0     | 0      | 2     |
| 3    | Croacia | 0   | 3     | 0      | 3     |
| 4    | España  | 0   | 0     | 1      | 1     |
| 4    | Grecia  | 0   | 0     | 1      | 1     |
|      | TOTAL   | 4   | 4     | 4      | 12    |

- Datos: Q744774